# Рійза
Рі́йза (ест. Riisa küla) — село в Естонії, у волості Торі повіту Пярнумаа.

## Населення
Чисельність населення на 31 грудня 2011 року становила 26 осіб.

## Географія
Через село проходить автошлях 151 (Кипу — Тирамаа — Йиесуу).

## Пам'ятки природи

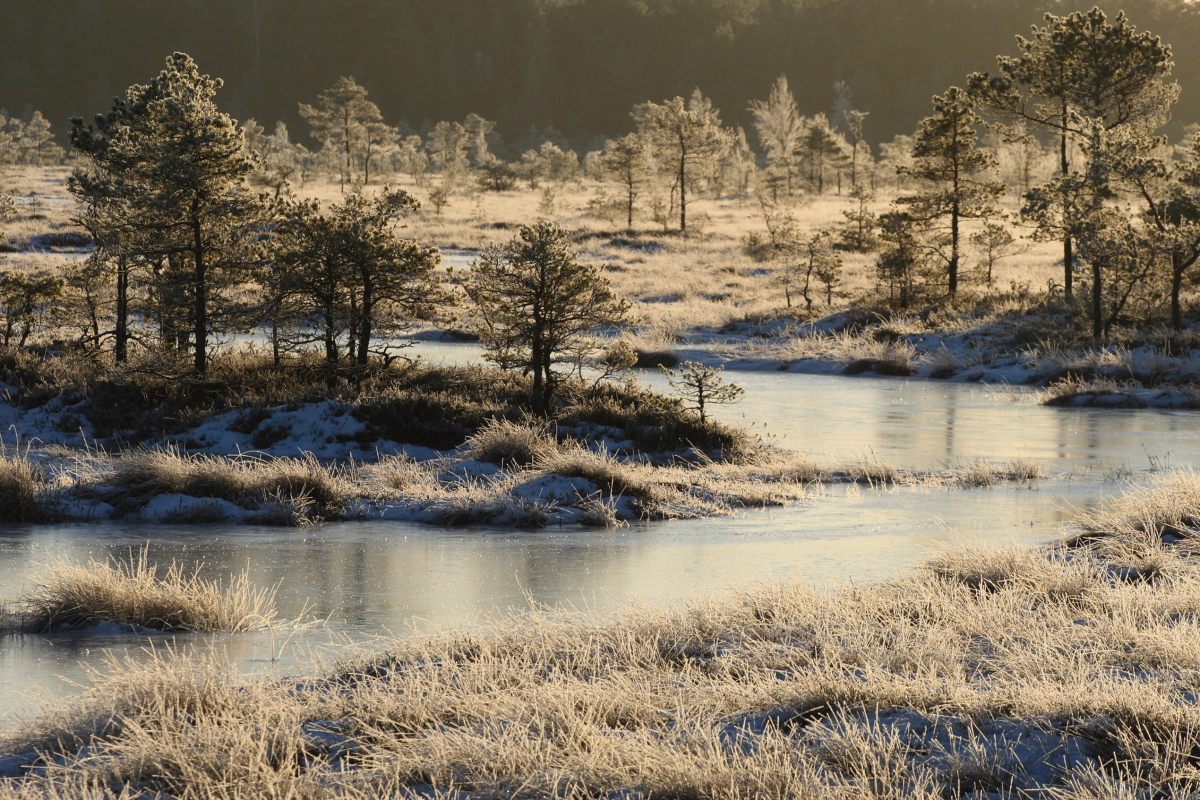
Рійзаське болото (Riisa raba)

Село оточує територія Національного парку Соомаа.